# Solsidan (säsong 1)
Den första säsongen av Solsidan, en svensk tv-serie skapad av Felix Herngren, Ulf Kvensler, Pontus Edgren och Jacob Seth Fransson hade premiär den 29 januari 2010, hade säsongsavslutning den 9 april 2010 och bestod av 10 avsnitt. Serien handlar om Alex (Felix Herngren) och Anna (Mia Skäringer) som väntar sitt första barn och har precis flyttat till Alex barndomshem i Solsidan, Saltsjöbaden. Alex försöker få Anna att trivas samtidigt som han umgås med sin gamla ungdomsvän Fredde. Programmet har även sålts internationellt och kommer att sändas i Norge, Finland och Danmark.
Den första säsongen av Solsidan sändes i Sverige fredagar klockan 21:00 på TV4, tittarsiffrorna varierade mellan 1,19 miljoner tittare som lägst och 1,84 miljoner tittare som mest. Säsongen släpptes på DVD den 30 juni 2010 under titeln "Solsidan - Hela säsong 1" och distribuerades av TV4 och Noble Entertainment.

## Handling
Alex är en 39-årig tandläkare som flyttar tillbaka till sitt barndomshem i Saltsjöbaden med sin flickvän Anna. Tillsammans väntar de sitt första barn. Anna arbetar som skådespelare och känner sig främmande i Alex hemstad. Alex mamma Margareta har sålt huset till Alex och Anna, men anser att hon fortfarande får titta in när hon vill. Fredrik Schiller är Alex gamla vän som bor i ett av Saltis flottaste hus med sin fru Mikaela "Mickan" och två barn. Ove Sundberg är en annan av Alex barndomsvänner som anses vara den snålaste och tråkigaste i Saltsjöbaden. Han bor med sin lika "snåla och tråkiga" fru Anette. Säsongen avslutas med att Alex och Anna får sitt första barn.

## Mottagande

### Tittarsiffror
Premiäravsnittet av Solsidan som sändes den 29 januari 2010 sågs av 1,84 miljoner tittare. Serien fick 48,4 procent av tittartidsandelen och 19,6 i rating i åldersgruppen 12–59. Veckan det sändes var Solsidan det fjärde mest sedda programmet efter Antikrundan, På spåret och Mästarnas mästare. Andra avsnittet sågs av 1,485 miljoner tittare.

## Rollista
Den första säsongen har fyra huvudroller och några andra återkommande rollfigurer. Alex Löfström, den neurotiske 39-årige tandläkaren porträtterades av Felix Herngren. Hans höggravida sambo, Anna Svensson, spelades av Mia Skäringer och känner inte riktigt att hon passar in i "Saltis". Johan Rheborg spelar Alex barndomskompis Fredrik "Fredde" Schiller som är gift med Michaela "Mickan" Schiller som porträtteras av Josephine Bornebusch.

### Återkommande rollfigurer
- Mona Malm som Alex mamma, Margareta Löfström
- Rebecka Teper som Mickans bästa väninna, Lussan
- Henrik Dorsin som Alex barndomskompis och tillika granne, Ove Sundberg
- Malin Cederbladh som Oves snåla fru, Anette Sundberg
- Magnus Krepper som Annas bror, Palle Svensson
- Carl Sjögren som Freddes och Mickans son, Victor Schiller
- Ester Granholm som Freddes och Mickans dotter, Ebba Schiller
- André Wickström som Ludde, Freddes kollega.
- Zinat Pirzadeh som Ranja
- Otilia Anttila som Freddes och Mickans dotter, Ebba Schiller
- Mitcho Batalov - Oscar, Lussans kille

## Avsnitt
| Nr i serien | Nr i säsongen | Titel                                | Regissör            | Manus               | Sändningsdatum   | Tittarsiffror (miljoner) |
| --- | ------------- | ------------------------------------ | ------------------- | ------------------- | ---------------- | ------------------------ |
| 1 | 1             | "Inflytten"                          | Felix Herngren      | Ulf Kvensler        | 29 januari 2010  | 1,84                     |
| Alex Löfström och hans sambo Anna väntar sitt första barn och är på väg att flytta in i Alex gamla barndomshem i "fashionabla Solsidan" i Saltsjöbaden utanför Stockholm. Alex mamma vill dock inte släppa sitt hem helt och hållet, vilket Anna och Alex grälar om och han ljuger för sin mamma och flickvän. Fredde och Mickan försöker de lära yngsta dottern Ebba, 1 år, att sova i egen säng, men har olika åsikter om hur det ska gå till. Alex upptäcker att huset inte har någon kvällssol vilket leder till att Fredde fäller ett träd över en annan grannes båt. |               |                                      |                     |                     |                  |                          |
| 2 | 2             | "Är jag pappa till barnet?"          | Felix Herngren      | Ulf Kvensler        | 5 februari 2010  | 1,48                     |
| Alex misstänker att Anna varit otrogen med skådespelaren Ola Rapace och att Ola kan vara pappa till deras barn. Fredde börjar grilla ovanligt mycket så Mickan föreslår att han ska söka hjälp för sitt "grillmissbruk". |               |                                      |                     |                     |                  |                          |
| 3 | 3             | "Namndiskussion och tråkiga grannar" | Ulf Kvensler        | Ulf Kvensler        | 12 februari 2010 | 1,50                     |
| Alex och Anna har fått veta könet på barnet och kan inte enas om ett namn; Fredde anser att han får byta blöjor oftare än Mickan och en gammal barndomsvän till Alex dyker upp. |               |                                      |                     |                     |                  |                          |
| 4 | 4             | "Parmiddagshets"                     | Ulf Kvensler        | Jacob Seth Fransson | 19 februari 2010 | 1,35                     |
| Alex och Fredde försöker överträffa varandra i middagar; Anna följer med Mickan till gymmet men har svårt att hänga med de andras jargong. |               |                                      |                     |                     |                  |                          |
| 5 | 5             | "Alex hatar Ove"                     | Ulf Kvensler        | Pontus Edgren       | 26 februari 2010 | 1,19                     |
| Anna får ångest när hon ska köpa barnvagn; Fredde oroar sig över att han tappar hår och försöker dölja det med diverse huvudbonader; Oves försök att få kontakt får Alex att tappa tålamodet, något han får ångra när han upptäcker att Ove sitter i golfklubbens styrelse. |               |                                      |                     |                     |                  |                          |
| 6 | 6             | "Åldersnoja"                         | Jacob Seth Fransson | Jacob Seth Fransson | 5 mars 2010      | 1,54                     |
| Alex börjar fundera på åldrandet och sin attraktionskraft. Fredde avslöjar "konvergensteorin" för honom, den går ut på att alla blir lika snygga med åren; Mickan ska ordna kalas för Victor och gör allt för att överträffa Lussans barnkalas. |               |                                      |                     |                     |                  |                          |
| 7 | 7             | "Nya vänner"                         | Jacob Seth Fransson | Ulf Kvensler        | 12 mars 2010     | 1,53                     |
| Alex och Anna börjar tröttna på sin vänskapskrets som bara pratar om materiella ting; Fredde får problem med skattemyndigheten men hittar ett sätt att lösa det på; Mickan drabbas av stressymptom som hon försöker vända till sin fördel. |               |                                      |                     |                     |                  |                          |
| 8 | 8             | "Kim på middag"                      | Jacob Seth Fransson | Felix Herngren      | 19 mars 2010     | 1,63                     |
| Fredde blir svartsjuk på Mickans vänskap med den pappalediga italienaren Mario och bestämmer sig för att ge igen och Annas bohemiske bror Palle kommer på besök. |               |                                      |                     |                     |                  |                          |
| 9 | 9             | "Midsommarfesten"                    | Ulf Kvensler        | Ulf Kvensler        | 2 april 2010     | 1,57                     |
| Midsommarafton närmar sig och Fredde och Alex planerar att fira med sina familjer och vänner. Dock lyckas Annas bror Palle bli medbjuden och även Ove har fått en inbjudan. |               |                                      |                     |                     |                  |                          |
| 10 | 10            | "Förlossningen"                      | Jacob Seth Fransson | Jacob Seth Fransson | 9 april 2010     | 1,54                     |
| Anna ska föda barn och Alex försöker hjälpa till men inser att det inte är lätt att tillfredsställa hennes krav. Fredde skrämmer iväg byggarna för Alex renoveringsprojekt och får istället göra det själv. |               |                                      |                     |                     |                  |                          |